# Heraclia aisha
Heraclia aisha is een vlinder uit de familie uilen (Noctuidae). De wetenschappelijke naam van deze soort is voor het eerst geldig gepubliceerd in 1891 door Kirby.
De soort komt voor in tropisch Afrika.